# Sunday Morning (Sunday Sun)
Sunday Morning is een nummer van de Nederlandse band Sunday Sun uit 2015. Het is de derde single van hun debuutalbum We Let Go.
Het nummer werd een klein (radio)hitje in Nederland. Het werd vooral gedraaid door NPO 3FM en door Edwin Evers. Het nummer haalde de 10e positie in de Nederlandse Tipparade.